# Királyok völgye 56

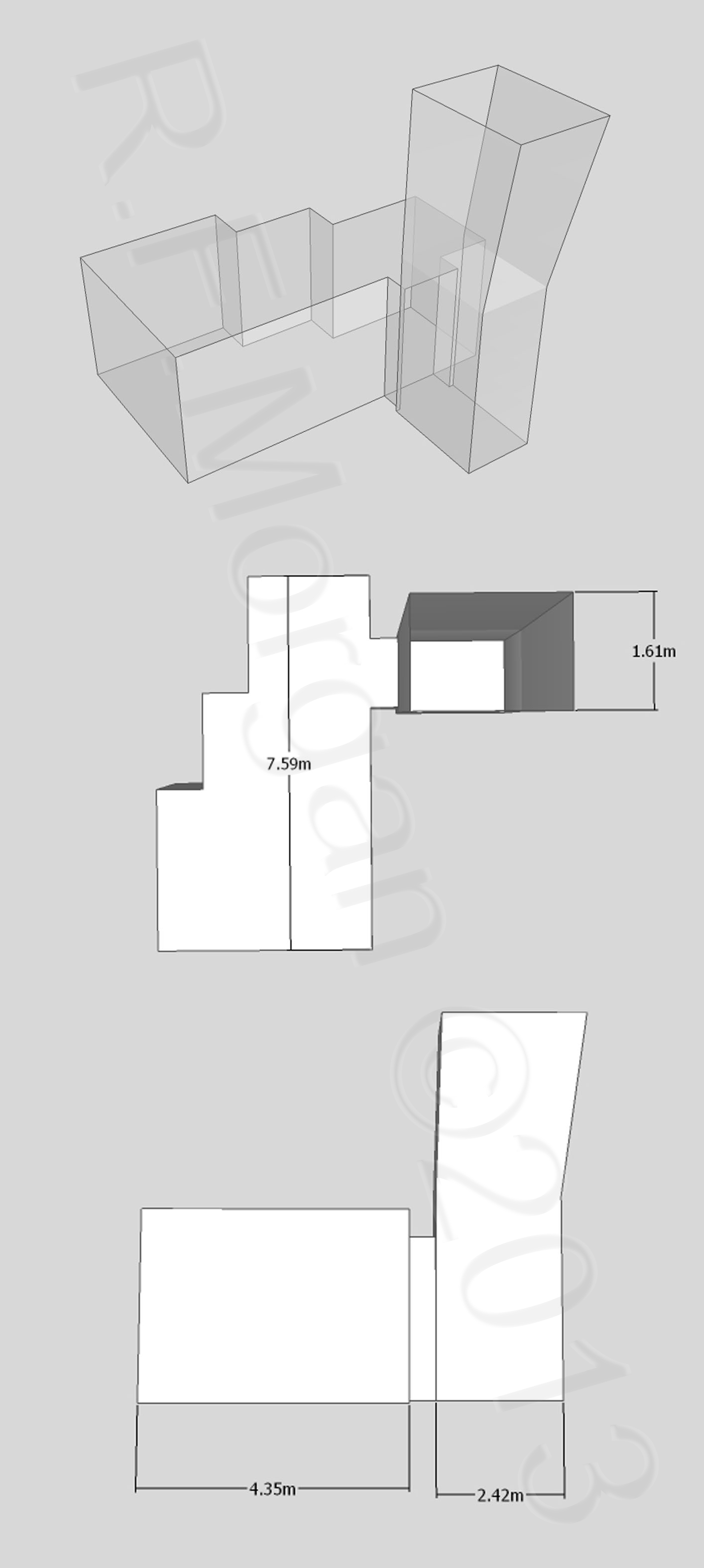
A sír izometrikus képe, alaprajza és oldalnézeti metszete egy 3D-modell alapján

A Királyok völgye 56 (KV56) egy egyiptomi sír a Királyok völgye keleti völgyében. Edward R. Ayrton fedezte fel 1908 januárjában. Elhelyezkedése és kialakítása alapján a XVIII. dinasztia végére, a benne talált temetkezés a XIX. dinasztia végére, II. Széthi idejére datálható.
A sír egy mély aknából és annak aljában egy nagy, befejezetlen és díszítetlen kamrából áll; 7,34 m hosszú, területe 39,23 m². A Királyok völgye aknasírjai közül ennek az aknája a legszélesebb, sírkamrája pedig, ha befejezik, a legnagyobb lett volna.
A sírkamrában több aranyékszert, köztük egy fejpántot, gyűrűket, ezüstsarut, medálokat és amuletteket, egy II. Széthi nevét viselő aranyfülbevalót, valamint egy pár kisméretű ezüstkesztyűt, illetve II. Széthi és Tauszert nevével ellátott ezüstkarkötőket találtak. Egyes tárgyakon II. Ramszesz neve áll. A leletek miatt a sír Aranysír néven is ismert.
Gaston Maspero feltételezése szerint a sír valójában csak raktár, ahová Tauszert fáraónő sírjából, a Királyok völgye 14-ből kerültek át tárgyak, mikor Széthnaht kisajátította a sírt, Cyril Aldred szerint azonban a sír egy valószínűleg a XIX. dinasztia uralkodásának végén élt királyi gyermek (talán II. Széthi és Tauszert gyermeke, aki apja uralkodása alatt halt meg) érintetlen temetkezését tartalmazta, és a nyugati fal mellett a talajt 1 cm vastagon borító aranylemez és stukkó egy koporsó maradványai, a kesztyű pedig a múmia kezét fedte.

## Külső hivatkozások
- Theban Mapping Project: KV56